# Gargano Nemzeti Park

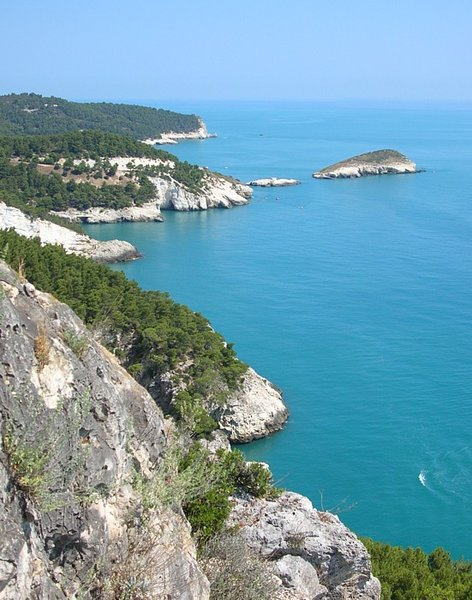

Az olaszországi Gargano Nemzeti Parkot 1991-ben alapították. Magába foglalja a Gargano-félsziget területét, beleértve a névadó Gargano-hegységet, a félsziget északi oldalán fekvő Varano és Lesina tavakat, valamint a partközeli Tremiti-szigeteket.

## Növényvilág
A nemzeti park területén több mint 2200 növényfaj él.

## Állatvilág
A nemzeti park területén többek között a következő állatfajok élnek: egerészölyv, vörös vércse, karvaly, vándorsólyom, uhu, erdei fülesbagoly, macskabagoly, füleskuvik.

## Látnivalók
A nemzeti park nagy részét Olaszország egyetlen tölgy- és bükkfaerdője borítja, a Foresta Umbra, mely az egykor Európát borító őserdőség maradványa. Az erdőről Horatius is ír ódáiban. Erdeiben több száz éves faóriások is előfordulnak, melyek közül külön említést érdemel egy 40 m magasságot elérő bükkfa, valamint egy megközelítőleg 700 éves tiszafa.

## Települései
A nemzeti park területén a következő községek osztoznak: Apricena, Cagnano Varano, Carpino, Ischitella, Isole Tremiti, Lesina, Mattinata, Manfredonia, Monte Sant’Angelo, Peschici, Rignano Garganico, Rodi Garganico, San Giovanni Rotondo, San Marco in Lamis, San Nicandro Garganico, Serracapriola, Vico del Gargano, Vieste.